# Dynamiska glas
Dynamiska glas är ett elektrokromt glas med reglerbara optiska egenskaper, ett dynamiskt solskydd som blir ljusare eller mörkare genom tillförsel av en låg elektrisk spänning. När solljuset ökar på exempelvis en husfasad blir glaset mörkare och solenergins instrålning minskar. 

## Tekniken
Det elektrokroma smarta fönstret innehåller en rad tunna skikt ovanpå varandra. De viktigaste av dessa är två skikt av wolfram-oxid och nickel-oxid, båda ungefär en tredjedels mikrometer tjocka, separerade av ett elektrolytskikt. Genomskinligheten för synligt ljus och solenergi varieras när elektrisk laddning förflyttas mellan oxidskikten. 
Dynamiska glasens olika skikt sputtras antingen rakt på glaset eller på en plastfilm. En plastfilm limmas mellan två glas och bildar ett glaslaminat. Styrningen av ljusinsläppet sker antingen manuellt eller ihop med ett byggnadskontrollsystem. 